# Ichneumon polargus
Ichneumon polargus là một loài tò vò trong họ Ichneumonidae.